# Calle San Miguel (Palma de Mallorca)
La calle de San Miguel (Carrer de Sant Miquel en catalán) es una de les vías peatonales más transitadas de toda Palma de Mallorca, capital de las Islas Baleares, en España. Está situada en el casco histórico de esa ciudad. Debe su nombre a la iglesia dedicada a San Miguel. Está situada entre la Plaza Mayor y la Calle 31 de diciembre. Cuenta con numerosos comercios y cafés con terrazas sobre la calzada. 